# Graphocephala fennahi
Graphocephala fennahi är en insektsart som beskrevs av Young 1977. Graphocephala fennahi ingår i släktet Graphocephala och familjen dvärgstritar. Arten är reproducerande i Sverige. Inga underarter finns listade i Catalogue of Life.

## Bildgalleri

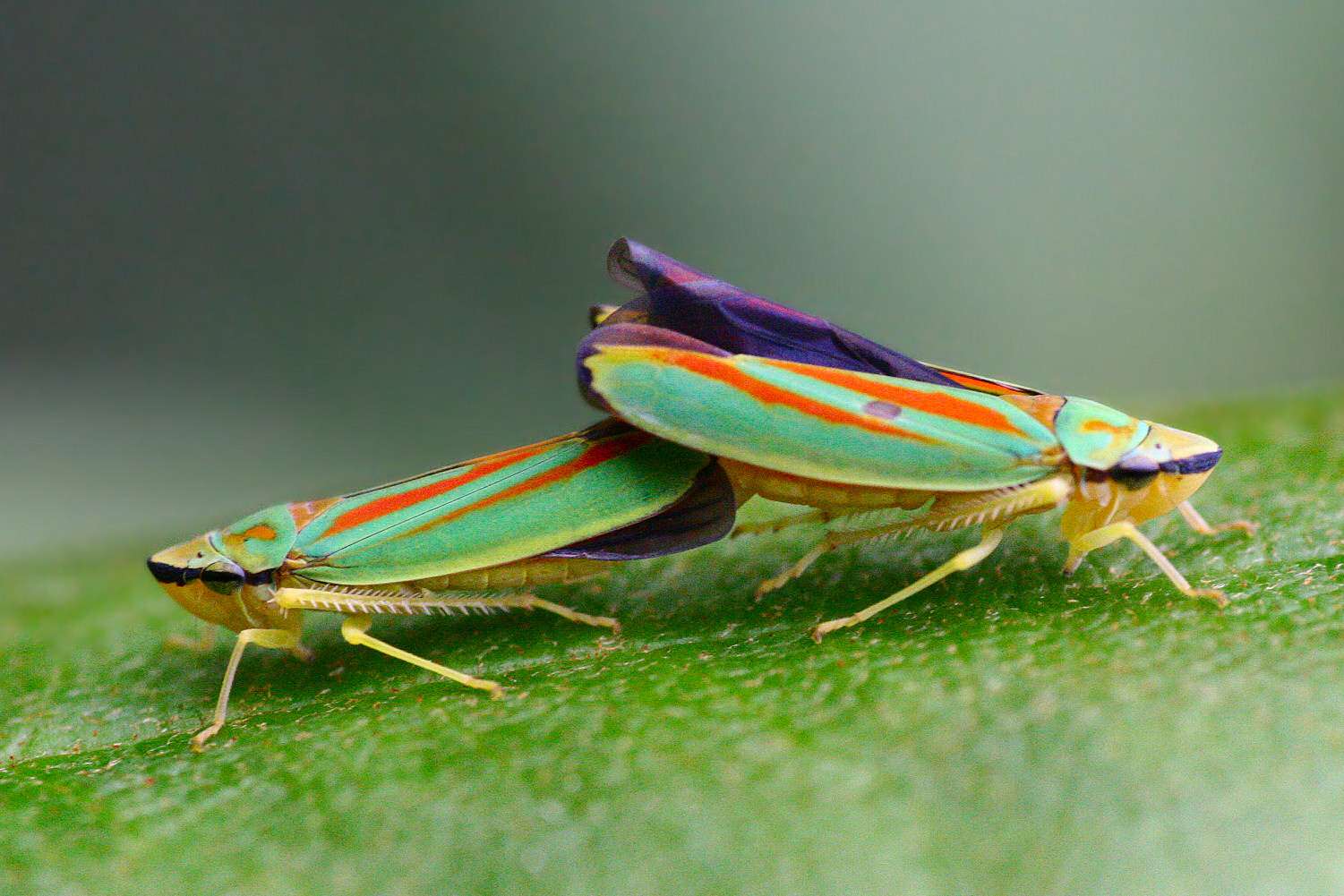
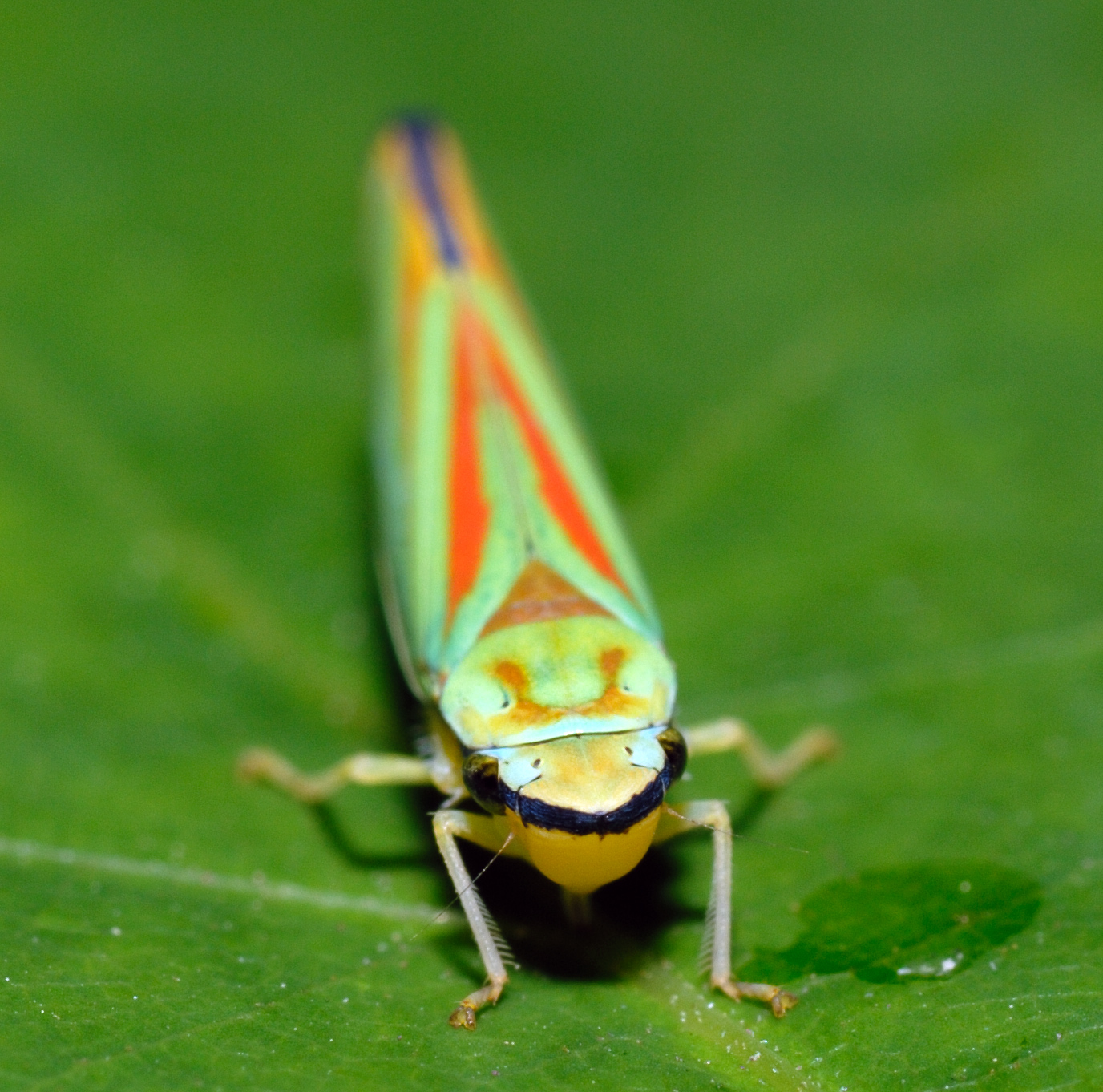
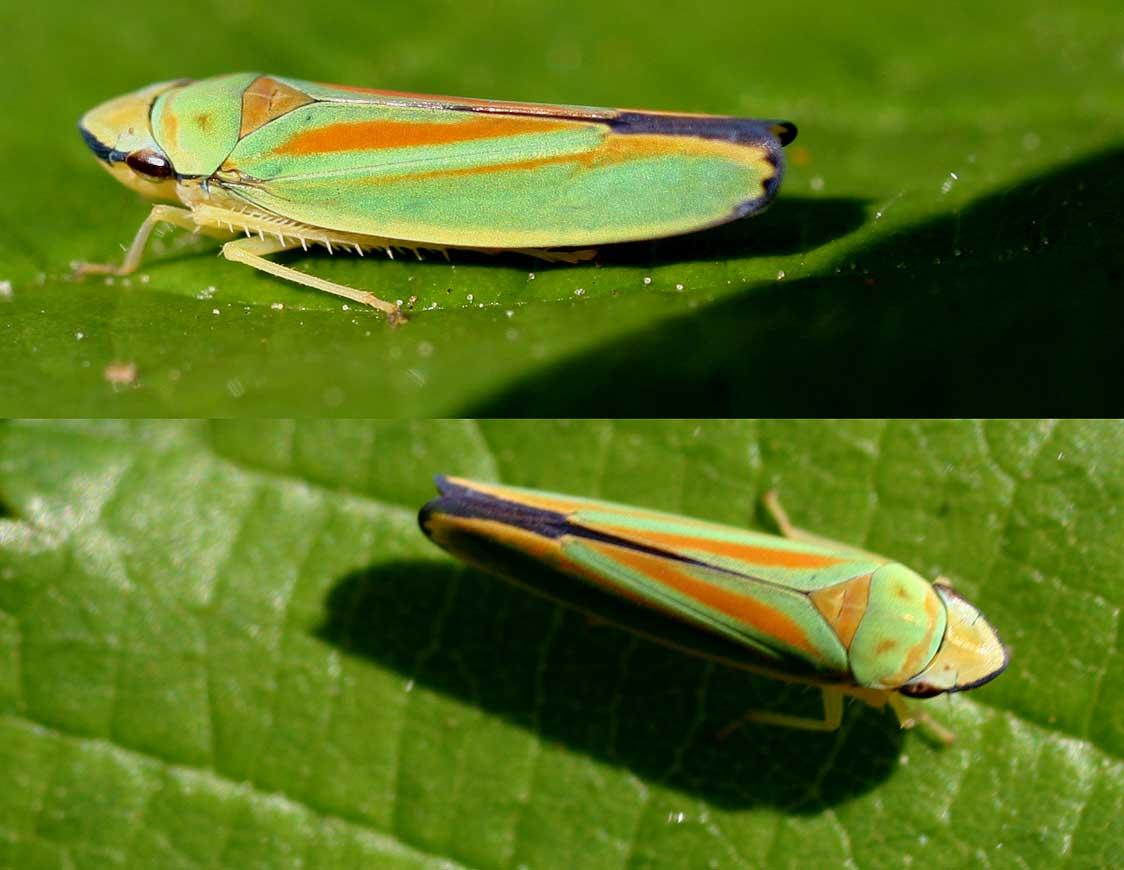
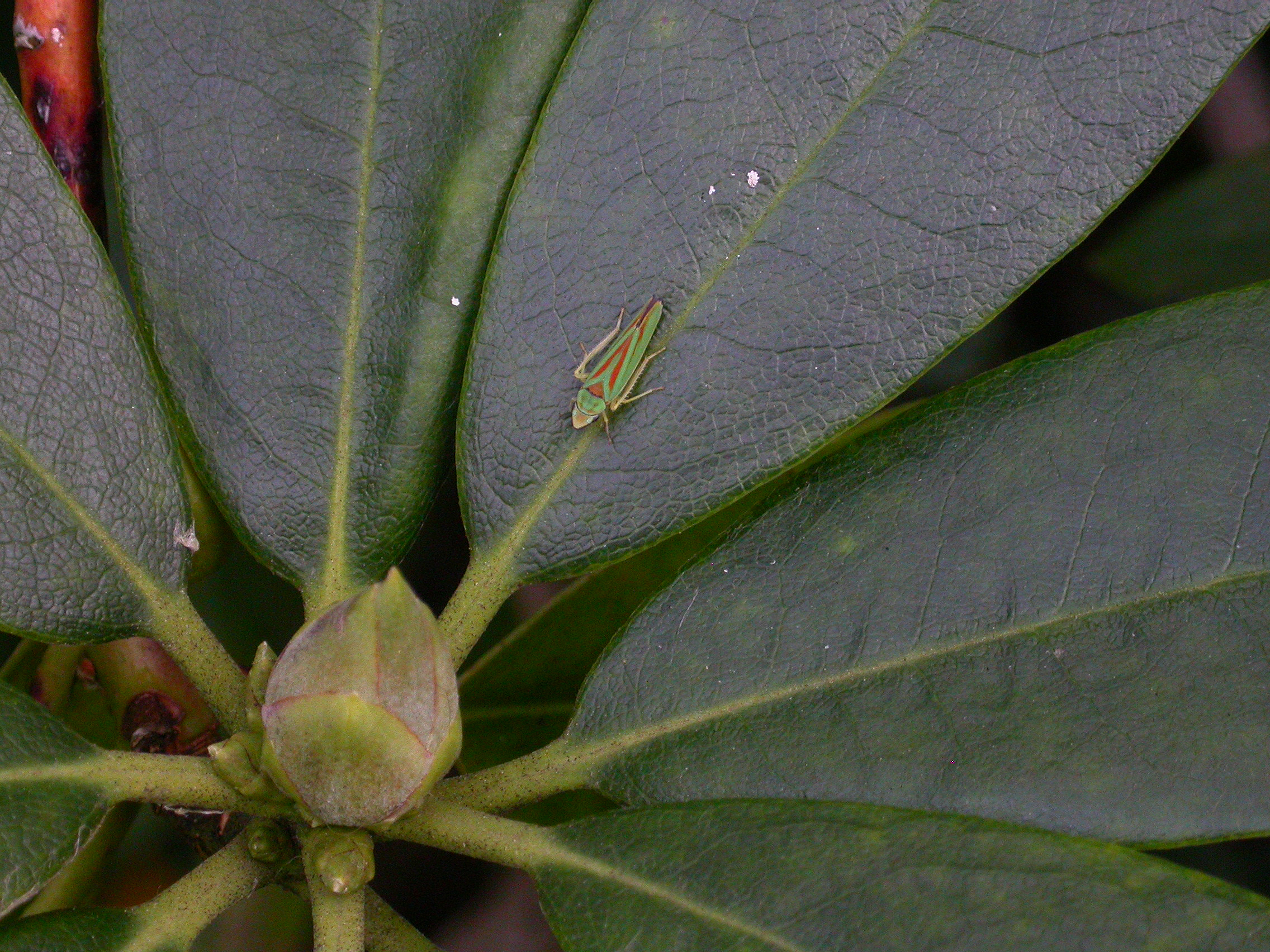
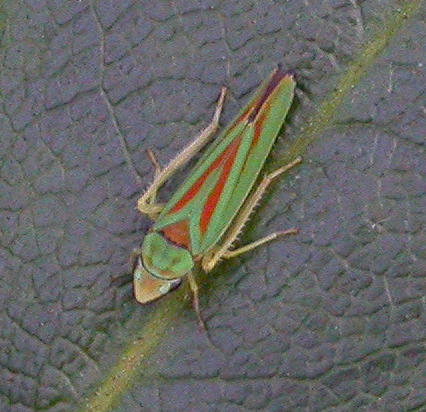
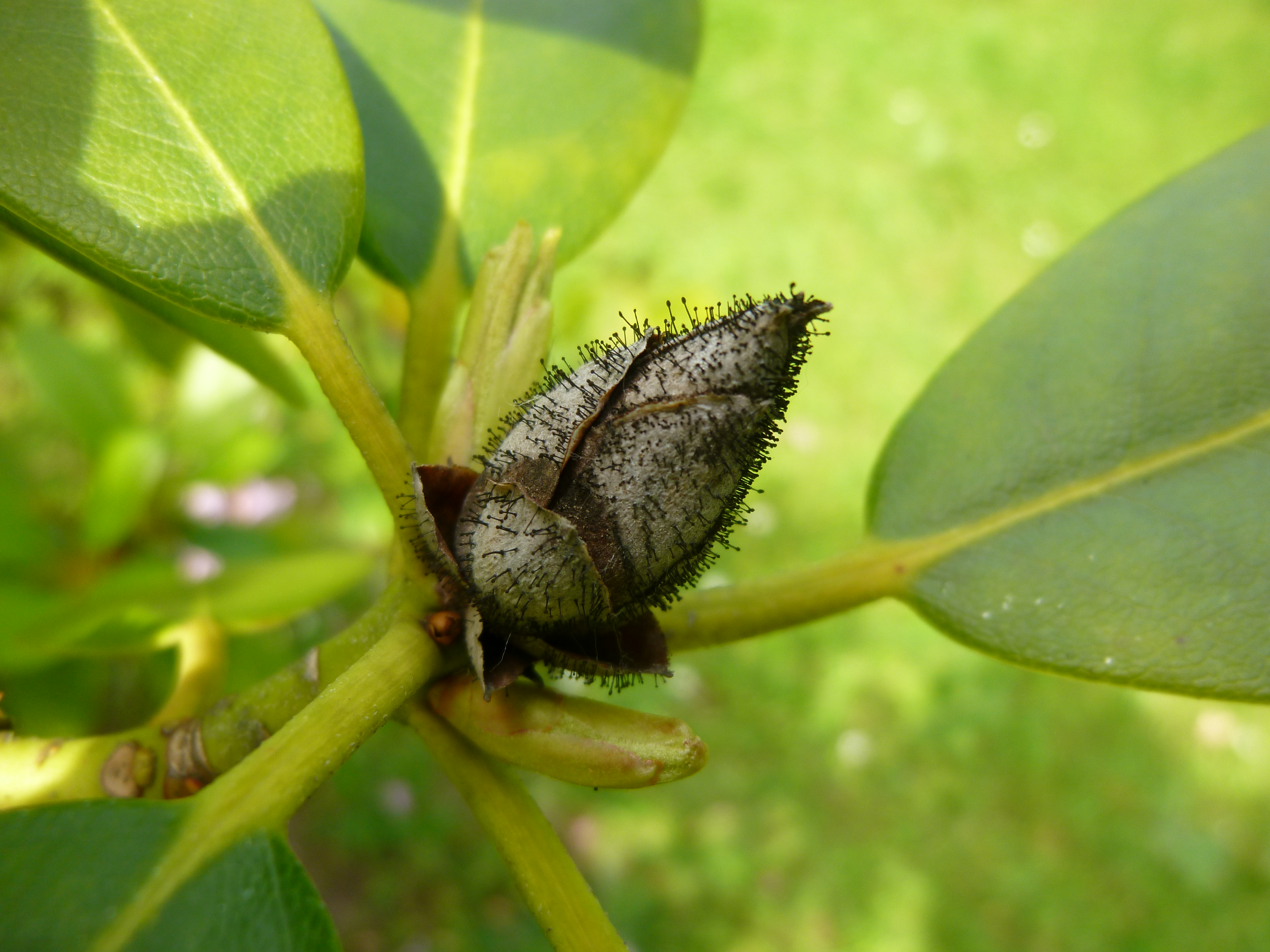